# Pedro Videla

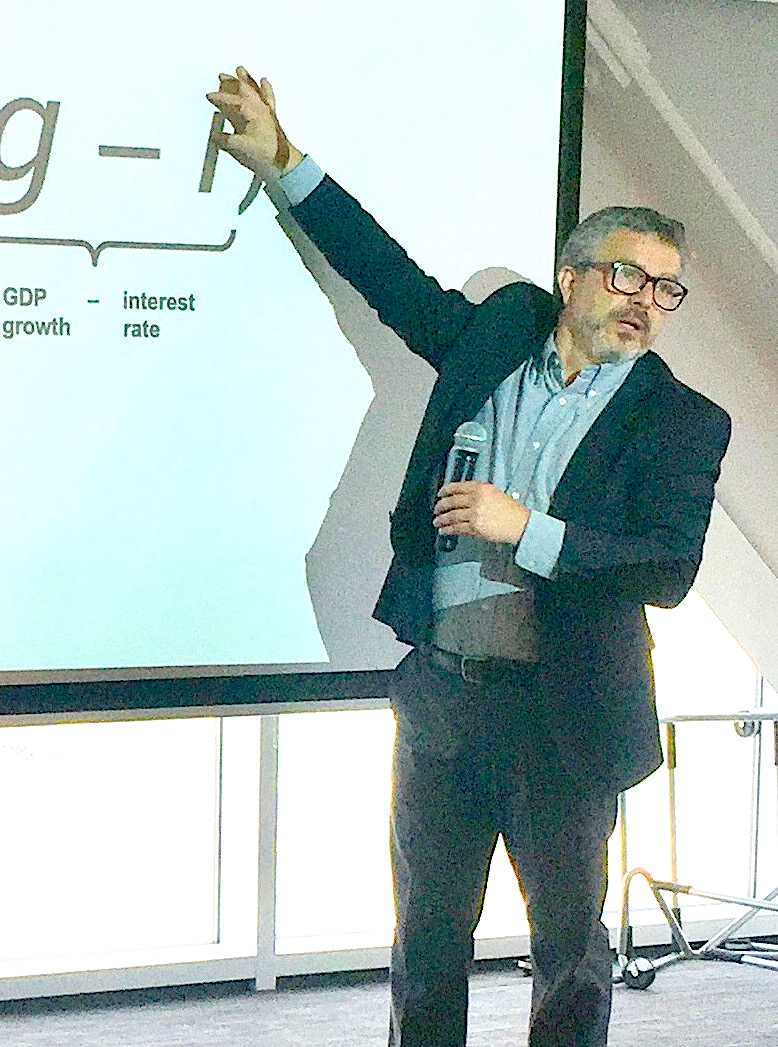
Prof. Pedro Videla podczas konferencji w Bukareszcie (2019)

Pedro Luis Videla Maldonado – chilijski profesor ekonomii w IESE Business School.

## Życiorys
Jest absolwentem ekonomii na wydziale inżynierii gospodarczej Uniwersytetu Katolickiego Chile w Santiago oraz studiów ekonomii (MA) University of Chicago, gdzie uzyskał również doktorat z ekonomii. Był wykładowcą Universidad Adolfo Ibánez (Chile) oraz Roosevelt University (Chicago, USA). W roku 2009 został dyrektorem programów MBA IESE Business School. Obecnie jest profesorem katedry Banco Sabadell Chair of Emerging Markets IESE.
Prof. Videla specjalizuje się w mikroekonomii, international economies oraz emerging economies. Jest konsultantem Banku Światowego (World Bank), Międzynarodowego Funduszu Walutowego, Unii Europejskiej, Międzyamerykańskiego Banku Rozwoju (the Inter-American Development Bank) oraz United Stated Agency for International Development.
Pedro Videla wielokrotnie występował w Polsce, między innymi podczas kolejnych edycji programu AMP Warsaw, VII Międzynarodowego Forum Gospodarczego w Gdyni, Investors’ Inspirations 2008, Europe-Africa Business Summit (2014).